# Pier Marcellino Corradini
Pier Marcellino Corradini (né le 2 juin 1658 à Sezze, dans l'actuelle province de Latina, dans le Latium, alors dans les États pontificaux, et mort le 8 février 1743 à Rome) est un archéologue et cardinal italien du XVIIIe siècle.

## Biographie
Pier Marcellino Corradini exerce diverses fonctions au sein de la Curie romaine notamment au Tribunal suprême de la Signature apostolique et à la pénitencerie apostolique. Il est nommé archevêque titulaire d'Athènes en 1707.
Le pape Clément XI le crée cardinal in pectore lors du consistoire du 18 mai 1712. Sa création est publiée le 26 septembre 1712. 
Le cardinal Corradini est nommé préfet de  la Congrégation du Concile en 1718 et est camerlingue du Sacré Collège en 1719-1720.
Il participe au conclave de 1721, lors duquel Innocent XIII est élu pape, et à ceux de 1724 (élection de Benoît XIII) puis de 1730 (élection de Clément XII).
Le cardinal Corradini est pro-dataire de 1721 à 1734. À partir de 1734, il travaille aux traités entre le Saint-Siège et l'Espagne, Naples et l'Autriche. Il participe aussi au conclave de 1740 (élection de Benoît XIV), au cours duquel le cardinal Troiano Acquaviva d’Aragona présente l'exclusive (véto) du roi Philippe V d'Espagne contre son élection.

## Œuvres
Aux talents d’un négociateur et d’un sage politique, Corradini joignait une vaste érudition comme jurisconsulte, et de grandes connaissances dans l’antiquité. On a de lui : 1° De jure prælationis, Rome, 1688, in-fol. ; 2° De civitate et ecclesia Setina, ibid., 1702 in-4°. Cette histoire passe pour être exacte. 3° Vetus Latium profanum et sacrum, ibid., 1704, 2 volumes in-4°. Le premier contient la description du Latium, et le second des recherches sur l’origine des villes de Sezze (Setina) et de Circello. Forcé d’interrompre ce travail pour d’autres occupations, Corradini remit les matériaux qu’il avait rassemblés pour cet ouvrage an P. Volpi, savant jésuite, qui en publia la continuation de 1726 à 1745, neuf tomes, dont le dernier est divisé en deux parties. Ces douze volumes ne contiennent que l’histoire civile et profane du Latium ; et malgré le titre on n’y trouve aucun renseignement sur la religion et le culte des anciens habitants de cette contrée. Les deux volumes de Corradini ont été reproduits en 1748 sous ce titre : De primis antiqui Latii populis, urbibus, regibus, etc. C’est donc à tort que quelques bibliographes les indiquent comme un ouvrage séparé. 4° De primariis precibus imperialibus, Fribourg (Rome), 1706, in-4°. L’auteur prit à la tête de ce traité le nom de Corradus Oligenius. 5° Relatio jurium sanctæ Sedis ad civitatem Commachensem, ibid., 1711, in-4°. Pour plus de détails sur ce savant prélat, on peut consulter son éloge par Domenico Giorgi, et la notice que Mario Guarnacci lui a consacrée dans les Vitæ pontificum, t. 2, p. 198-282.

## Succession apostolique
Pier Marcellino Corradini a ordonné les évêques suivants :
- Évêque Antonio Maria Borromeo (it), C.R. (1713)
- Évêque Conus Luchini dal Verme (1719)
- Évêque Giovanni Crisostomo Verchio, O.S.B.I. (1720)
- Archevêque Arcangelo Maria Luc Thomas Ciccarelli, O.P. (1731)
- Évêque Francesco Maria Alberici (1732)
- Évêque Antonio Maria Bacigalupi, Sch.P. (1732)
- Évêque Giuseppe di Marsciano (it) (1734)
- Archevêque Cristóbal Almeida (1735)

### Sources
- (en) Fiche du cardinal Pier Marcellino Corradini sur le site fiu.edu